# Василиса Прекрасна (фільм, 1939)
«Василиса Прекрасна» (рос. Василиса Прекрасная) — радянський чорно-білий художній фільм-казка, поставлений на студії «Союздитфільм» в 1939 році режисером Олександром Роу і заснований на російській народній казці «Царівна-жаба». Прем'єра фільму в СРСР відбулася 13 травня 1940 року.

## Сюжет
Старий якось задумав одружити своїх синів. Вийшли три брата у чисте поле, натягнули тятиву лука і пустили стріли у різні боки. Стріла старшого сина впала на боярський двір, до боярської дочки, стріла середнього сина впала на двір купецький, а стріла Івана, молодшого сина впала на болото до жаби-квакушки. Жаба виявилася непростою, а зачарованою Василисою Прекрасною. Заздрячи їй красі, наречені братів спалили жаб'ячу шкурку, і Змій Горинич забрав Василису до себе під видом грозових хмар. Іван вирішує знайти свою суджену і вирушає на пошуки.

## У ролях
- Георгій Мілляр —  батько / сивий гусляр / Баба-Яга
- Валентина Сорогожська —  Василиса Прекрасна, селянська дочка
- Сергій Столяров —  Іван, молодший син
- Лев Потьомкін —  Агафон, середній син / коваль
- Микита Кондратьєв —  Антон, старший син
- Ірина Зарубіна —  Маланья Саввічна, купецька дочка
- Лідія Сухаревська —  Беляндряса Петрівна, дворянська дочка
- Марія Барабанова —  дзвонарка
- Тетяна Баришева —  матінка Прасковія
- М. Скавронська —  приживалка Беляндряси
- Ольга Чепурова — епізод

## Знімальна група
- Сценарій — Галина Владичіна, Ольга Нечаєва, Володимир Швейцер
- Режисер — Олександр Роу
- Оператор — Іван Горчилін
- Головний художник — Володимир Єгоров
- Композитор — Леонід Половинкин
- Автор текстів пісень — Михайло Свєтлов